# Gewöhnlicher Natternkopf
Der Gewöhnliche Natternkopf (Echium vulgare), auch Gemeiner Natterkopf oder Blauer Natternkopf genannt, ist eine Pflanzenart aus der Gattung Natternköpfe (Echium) innerhalb der Familie der Raublattgewächse (Boraginaceae).

## Beschreibung

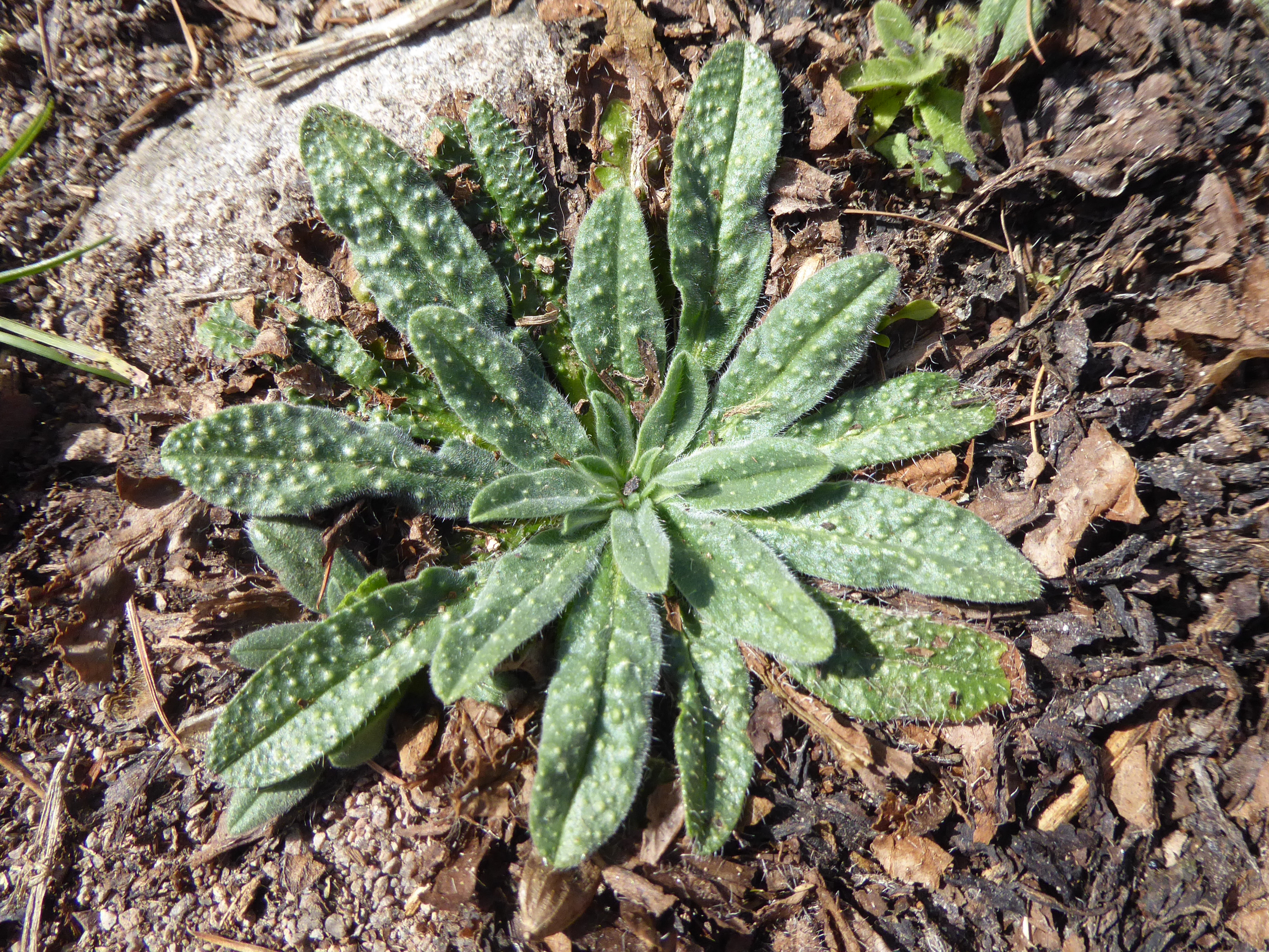
Blattrosette im ersten Jahr mit Laubblättern

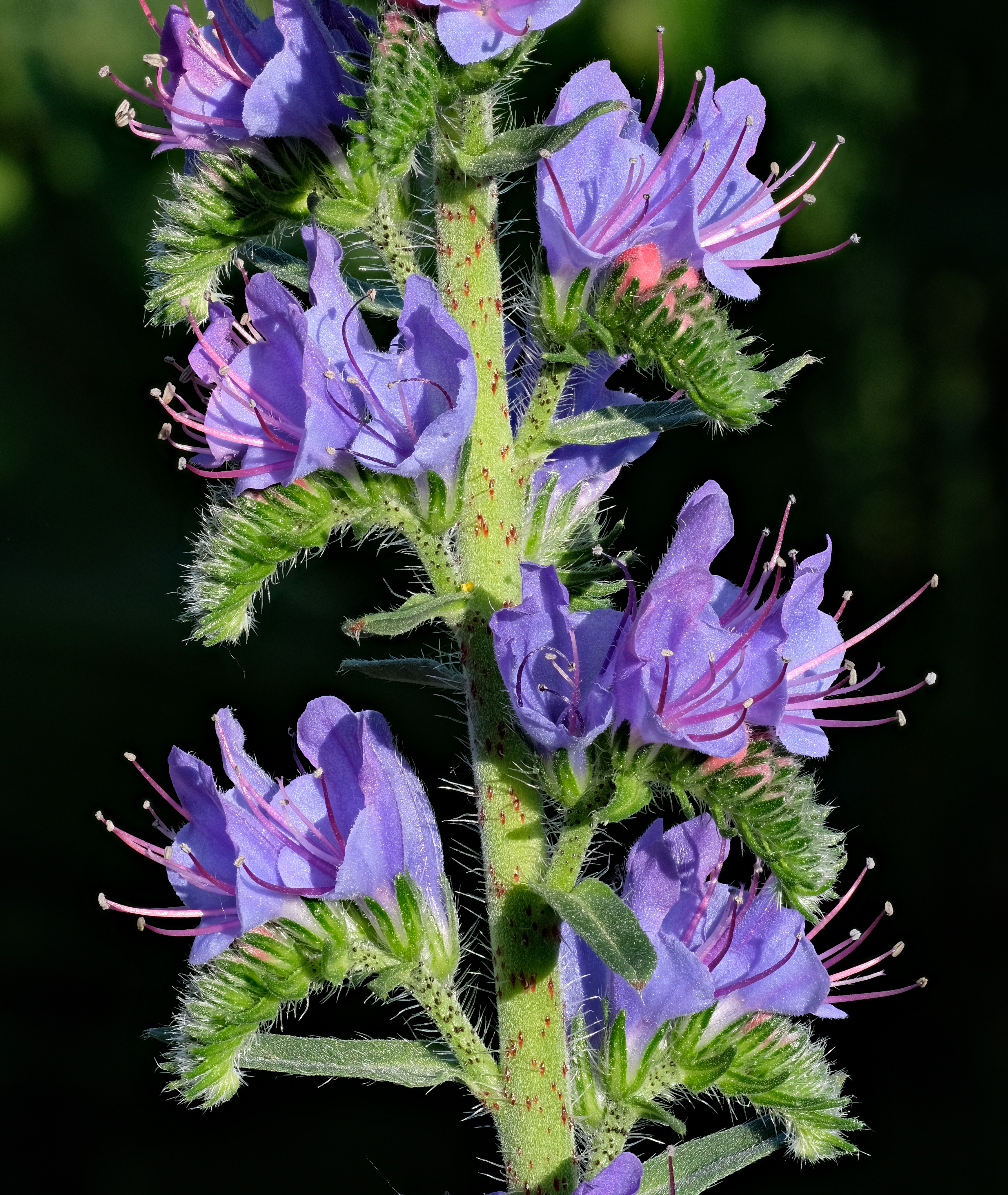
Ausschnitt eines Blütenstandes mit blauen Blüten im Detail und rosafarbenen Blütenknospen

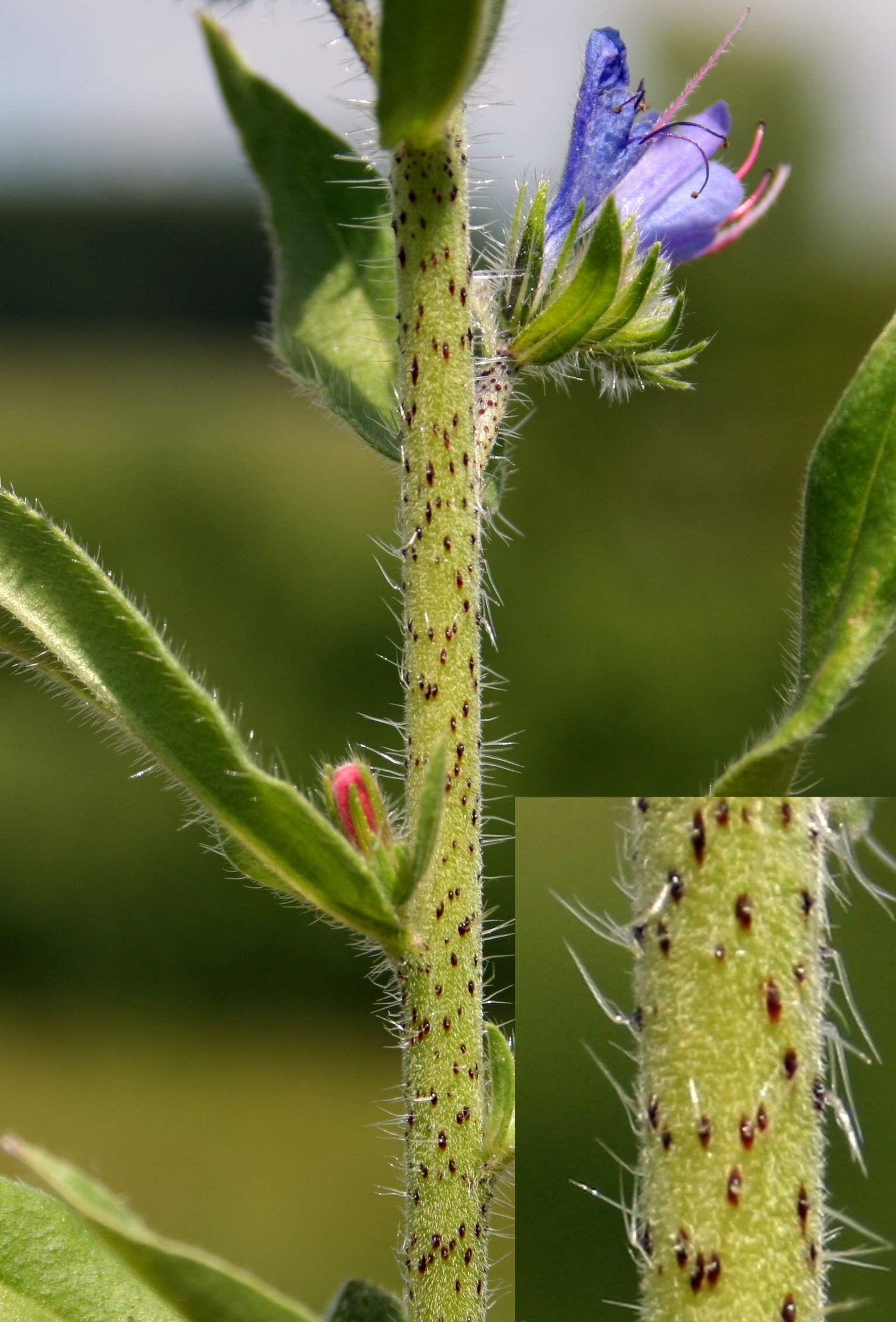
Stängel mit Behaarung (Indument)

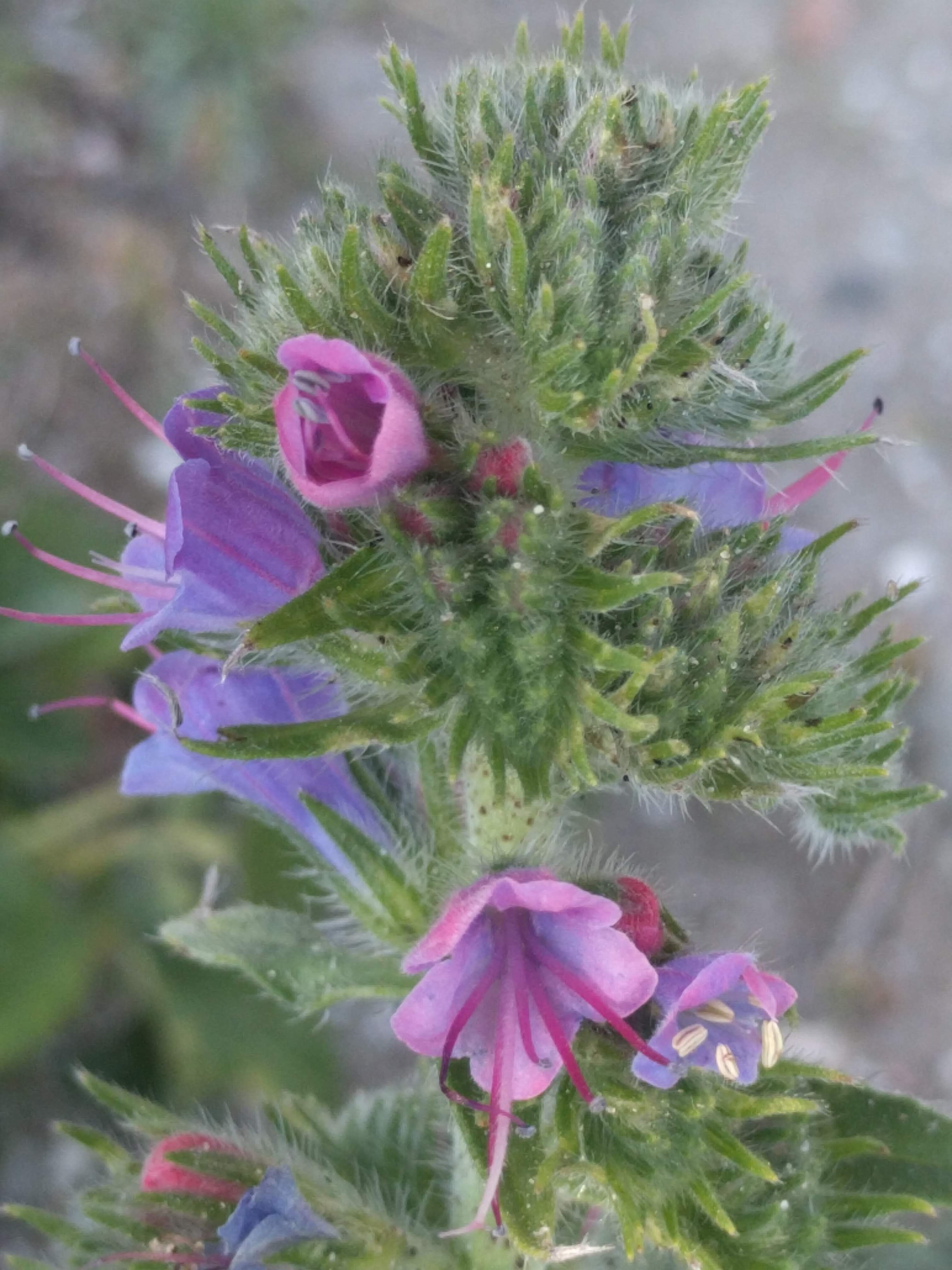
Ausschnitt eines Blütenstandes mit noch rosafarbenen und schon blauen zygomorphen Blüten

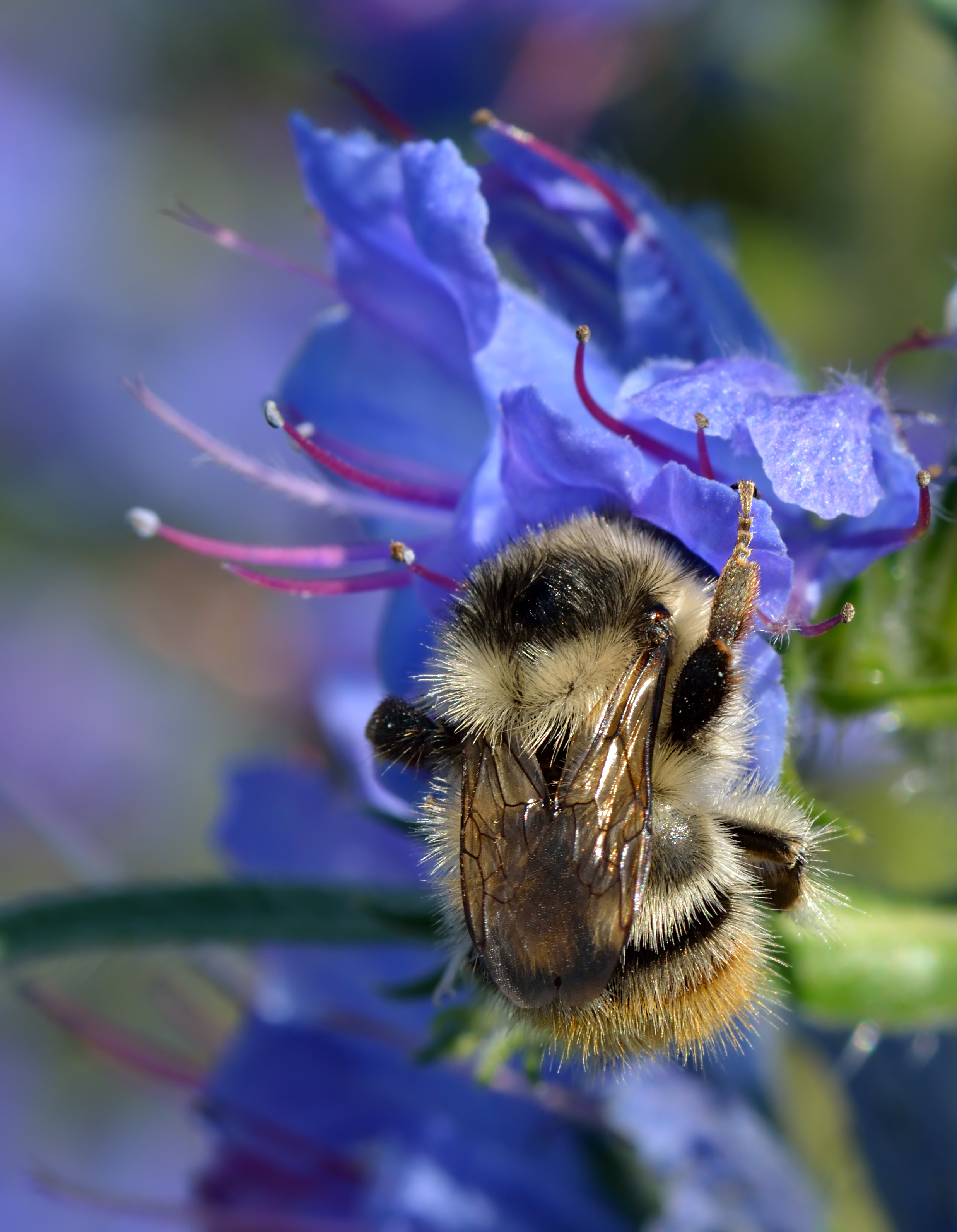
Blütenbesuch von Bombus sylvarum

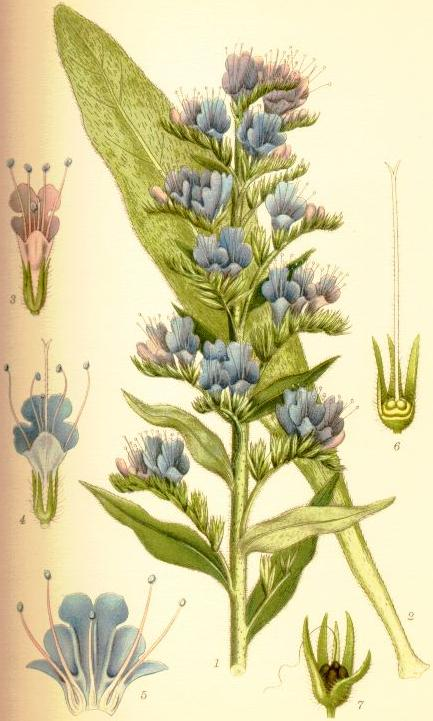
Illustration

Die morphologischen Merkmale sind sehr variabel, dies führt dazu, dass viele Subtaxa beschrieben wurden.

### Vegetative Merkmale
Der Gewöhnliche Natternkopf ist eine immergrüne, meist zweijährige oder seltener kurzlebig mehrjährige krautige Pflanze und erreicht Wuchshöhen von meist 25 bis 90 (20 bis zu 150) Zentimetern. Er bildet eine rund 30 bis 80 Zentimeter lange Pfahlwurzel, die schwarz mit rötlichem Schimmer ist. Im ersten Jahr wird eine grundständige Blattrosette gebildet. Je nach Standortbedingungen werden ab dem zweiten Jahr ein bis mehrere Stängel gebildet. Der aufrechte, meist reichverzweigte Stängel ist steif und mehr oder weniger stielrund. Auf den oberirdischen Pflanzenteilen werden sowohl stechende Borstenhaare, die sich auf roten, schwarzen oder weißen Knötchen befinden, als auch anliegende, kurze weiche Trichome gebildet (Indument). Wenn Knötchen vorhanden sind, wirken die Stängel und Laubblätter punktiert.
Die Laubblätter sind mehr oder weniger dicht in einer grundständigen Rosette und wechselständig am Stängel verteilt angeordnet. Bei den Grundblättern und den unteren Stängelblättern ist die einfache Blattspreite bei einer Länge von 5 bis 10, selten bis zu 15 Zentimetern, sowie einer Breite von 10 bis 20 Millimetern elliptisch bis lanzettlich oder linealisch-lanzettlich. Sie verschmälert sich zur Spreitenbasis hin und geht in einen Blattstiel über. Nach oben hin werden die Stängelblätter allmählich kleiner. Die oberen Stängelblätter sind sitzend mit gerundetem Blattgrund oder etwas stängelumfassend und ihre Blattspreite ist schmal-lanzettlich.

### Generative Merkmale
Die Blütezeit reicht von Mai bis Juli oder Oktober. In einem bei einer Länge von bis zu 50 Zentimetern zylindrischen bis kegelförmigen Gesamtblütenstand in Form einer Thyrse befinden sich viele abstehende, einfache Wickel und enthalten viele Blüten in zwei Reihen. Die Tragblätter sind bei einer Länge von 4 bis 15 Millimetern schmal-lanzettlich. Unter jeder Blüte befindet sich ein Deckblatt.
Die meist zwittrige Blüte ist fünfzählig mit doppelter Blütenhülle und im Gegensatz zu den Blüten der meisten anderen Boraginaceen schwach zygomorph. Die fünf Kelchblätter sind nur an ihrer Basis verwachsen und die fünf Kelchzipfel weisen während der Anthese eine Länge von 5 bis 7 Millimetern auf und verlängert sich bis zur Fruchtreife auf bis zu 10 Millimeter und linealisch-lanzettlich; sie sind außen kurz ausgebreitet behaart. Die fünf 10 bis 22 Millimeter langen Kronblätter sind selten weiß, meist zuerst rosafarben bis violett, später färben sie sich blau bis himmelblau. Charakteristisch ist die bei einer Länge von 12 bis 19 Millimetern tief und breit schief trichterförmige, leicht gekrümmte Kronröhre, die rachenförmig fast zweilippig mit fünf ungleichen Kronzipfeln endet. Die Kronoberlippe ist größer als die -unterlippe. Die Kronzipfel sind 2 bis 3 Millimeter lang mit gerundetem oberen Ende. Die Blütenkrone ist außen anliegend, kurz und lang behaart und innen fast kahl bis auf einige Trichome rund um den Ring aus Nektardrüsen. Die 1 bis 1,2 Zentimeter langen, untereinander freien Staubfäden sind in unterschiedlichen Höhen mit der Kronröhre verwachsen. Die fünf Staubblätter sind ungleich lang und ragen weit aus der Blütenkrone heraus. Eins der rosafarbenen bis roten Staubblätter ist deutlich kürzer als die anderen vier. Die Staubbeutel sind bei einer Länge von etwa 0,5 oder 1 Millimeter länglich oder schmal-ellipsoid und es sind keine Anhängsel vorhanden. Der Fruchtknoten ist tief vierlappig. An der Basis zwischen den Fruchtknotenlappen befindet sich der Griffel. Der etwa 14 oder 20 Millimeter lange Griffel endet einer zweigabeligen Narbe.
Zwischen den vier Klausen ist der haltbare Griffel vorhanden. Die Klausenfrüchte (Spaltfrüchte) zerfallen in vier kleine Teilfrüchte, sogenannte Klausen. Die hell-braunen Klausen sind bei einer Länge von 2 bis 3 Millimetern eiförmig und dreikantig mit gezähnelt Kanten und an den Seitenflächen sind sie rau. Die Oberfläche der Klausen ist bei der Unterart Echium vulgare subsp. vulgare glatt oder gekörnelt rau, bei der Unterart Echium vulgare subsp. pustulatum mit Höckern bedeckt.

### Chromosomensatz
Eine Auffassung ist, dass die Chromosomengrundzahl x = 8 beträgt; es liegt Diploidie oder Tetraploidie mit einer Chromosomenzahl von 2n = 16 oder 32 vor. Die andere Auffassung ist, dass die Chromosomengrundzahl x = 16 beträgt.

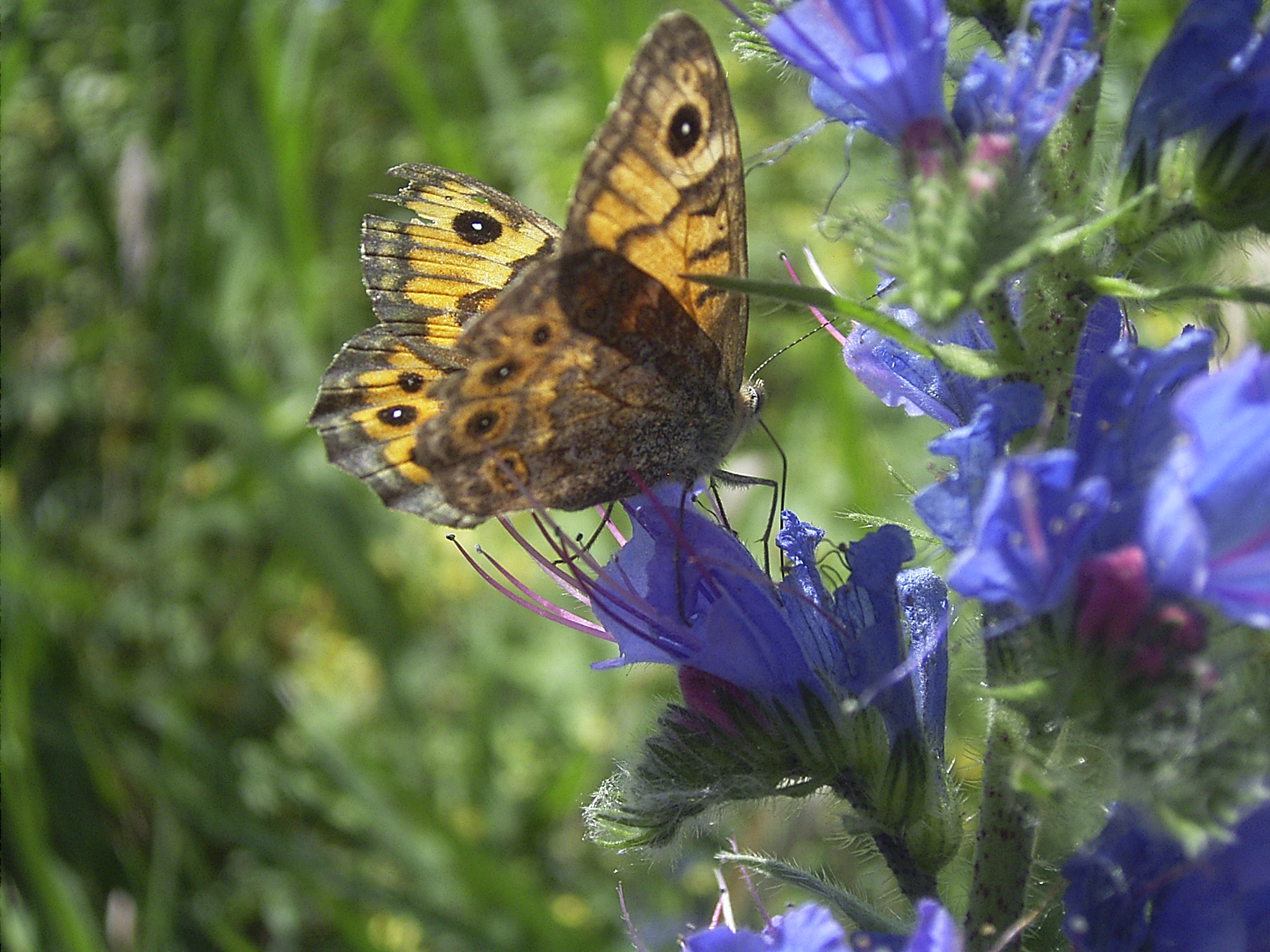
Ein Mauerfuchs am Gewöhnlichen Natternkopf

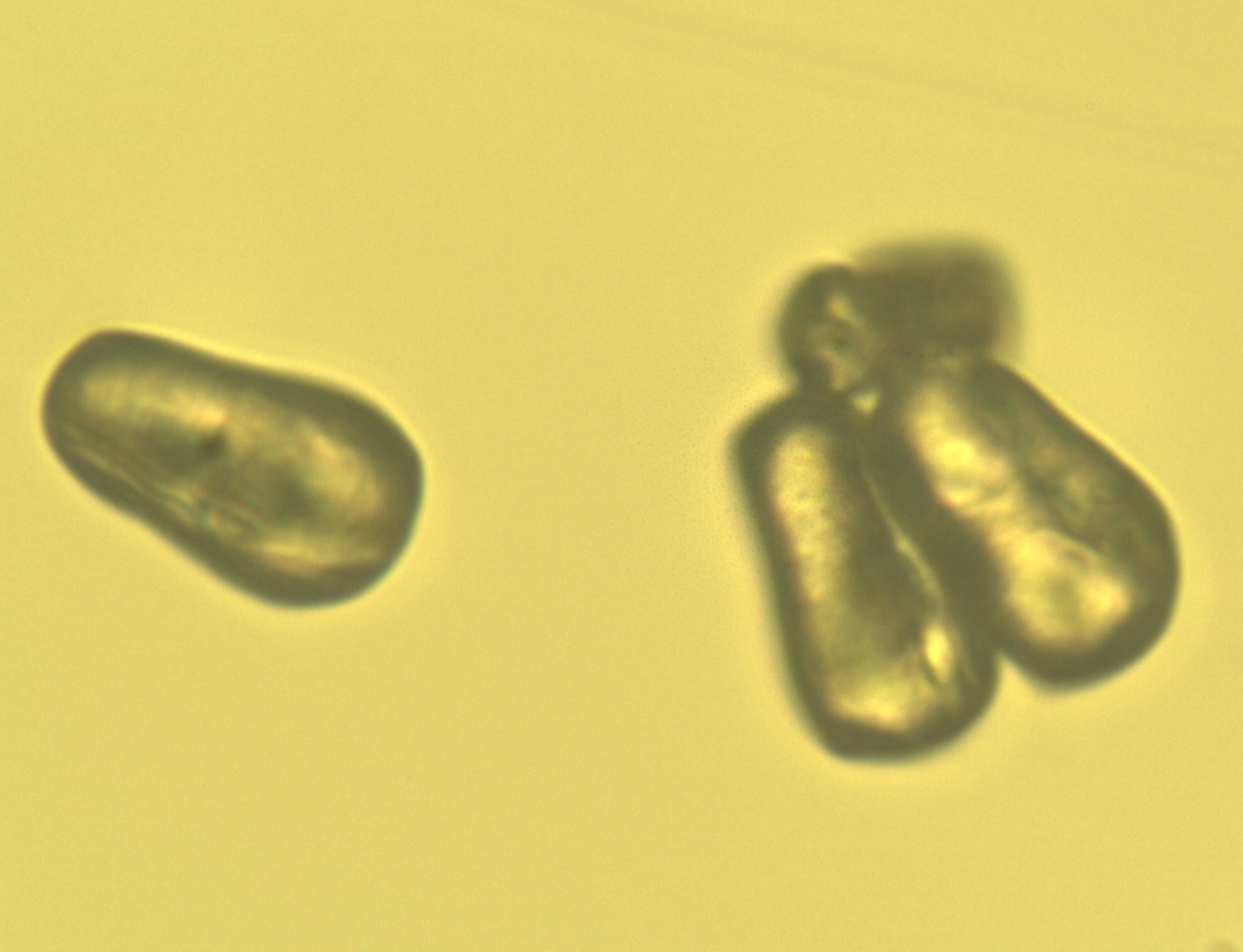
Pollen des Gewöhnlichen Natternkopfes (400×)

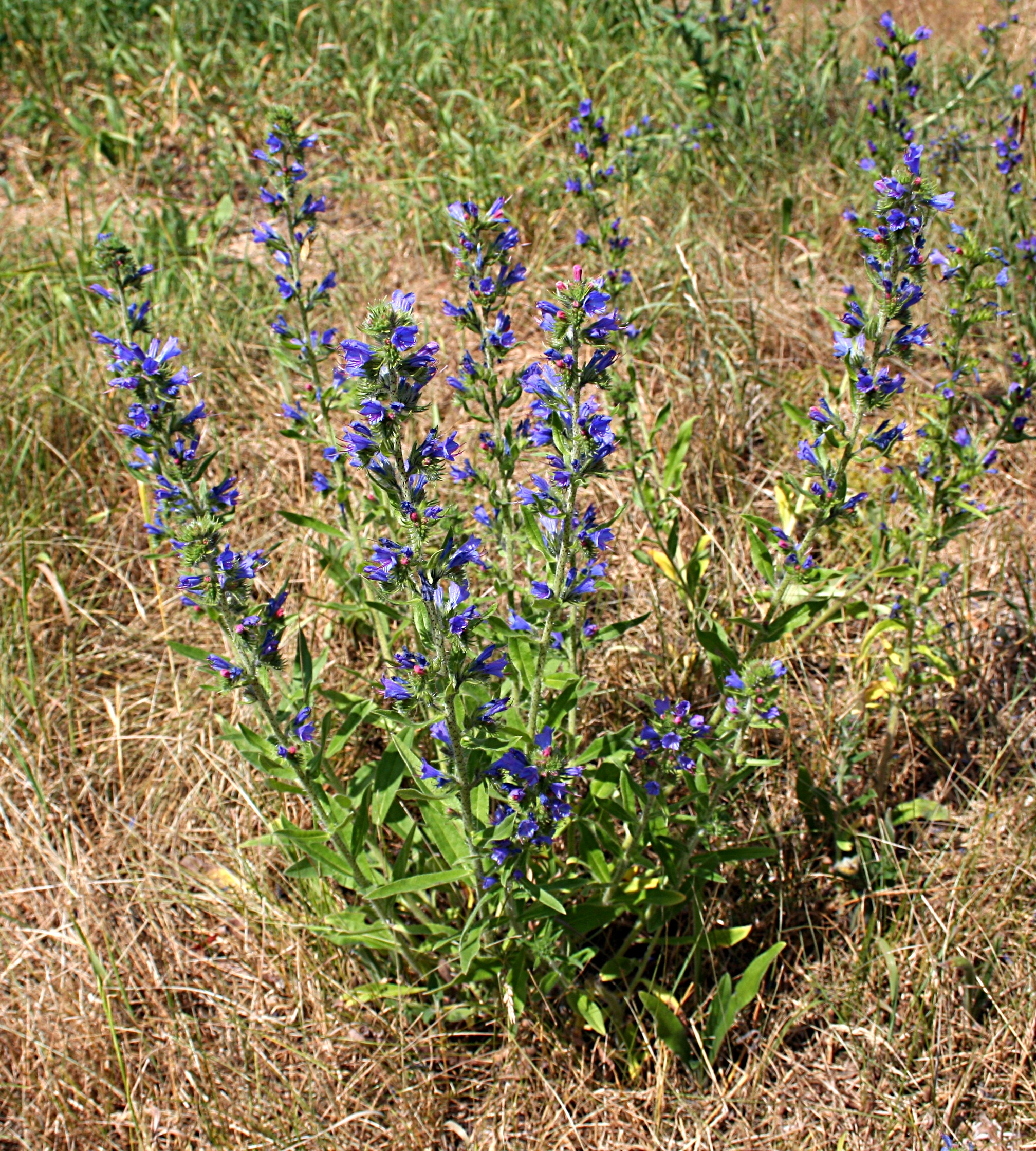
Habitus

## Ökologie
Beim Gewöhnlichen Natternkopf handelt es sich um einen monokarpen, biennen, skleromorphen Hemikryptophyten, der den Winter mit Hilfe seiner Pfahlwurzel überdauert. Der Gewöhnliche Natternkopf ist eine Trockenpflanze.
Der Gewöhnliche Natternkopf ist fakultativ xenogam, dabei erfolgt meist Fremdbefruchtung und Selbstbestäubung ist eine Ausnahme. Meist sind alle Blüten zwittrig, aber selten liegt Gynodiözie vor. Der Gewöhnliche Natternkopf ist proterandrisch (vormännlich), dabei sind in einer Blüte zuerst die männlichen und später weiblichen Blütenteile fertil. Als Belohnung für die Bestäuber ist reichlich Nektar vorhanden. Blütenökologisch handelt es sich um Lippenblumen, Rachenblumen. Die herausragenden Griffel und Staubblätter dienen als Landeplatz für die Bestäuber. Die Bestäubung erfolgt durch Insekten, vor allem Hymenopteren, Bienen, Schwebfliegen und Falter; letztere besuchen die Blüten sehr gerne. Es wurden über 40 Schmetterlingsarten als Besucher festgestellt. Der Hauptbesuch der Insekten erfolgt gegen 15 Uhr. Die Blüten vollziehen einen Farbwechsel von rot nach blau. Es liegt Selbstkompatibilität vor, also führt Selbstbefruchtung erfolgreich zum Samenansatz.
Der graublaue Pollen ist mit 0,01 Millimetern sehr klein.
Die Zerfallfrucht zerfällt in vier einsamige und geschlossen bleibende Fragmente (Teilfrüchte = Klausen). Die Diasporen sind die Klausen. Die Diasporen werden durch Klett- und Klebausbreitung auf der Oberfläche von Tieren (Epichorie) und durch den Menschen, durch den Wind (Anemochorie) und durch Autochorie ausgebreitet. Die Klausen reifen etwa einen Monat nach der Befruchtung. Je nach Standortbedingungen kann ein Pflanzenexemplar durchschnittlich 1800 Klausen bilden, die bis zu 36 Monate keimfähig bleiben.
Am Gewöhnlichen Natternkopf findet sich neben weiteren spezialisierten Insekten oft die Netzwanze Dictyla echii oder der Landkarten-Raublattrüssler (Mogulones geographicus).

### Krankheiten
Der Gewöhnliche Natternkopf wird vom Rostpilz Puccinia recondita mit Spermogonien und Aecidien befallen.

## Vorkommen

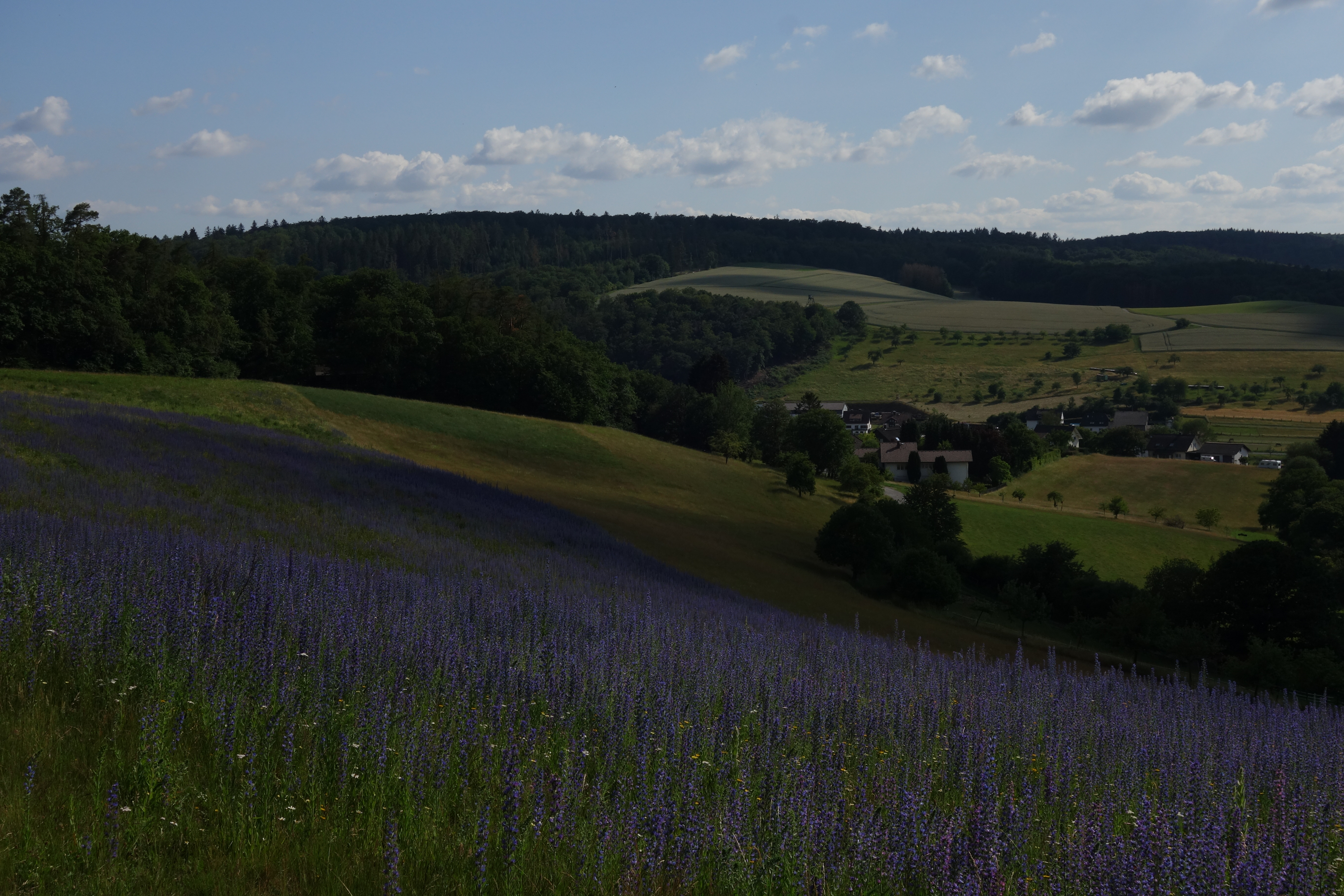
Großflächig ausgedehntes Vorkommen bei Wüstems im Taunus

Der Gewöhnliche Natternkopf ist in Europa (siehe unter Systematik) und in West- bis Zentralasien verbreitet. In Zentralasien kommt Echium vulgare in Kasachstan, Kirgisistan, Russland, Tadschikistan, Turkmenistan, Usbekistan und im nördlichen Teil des chinesischen Xinjiang vor. Als Neophyt kommt er in Südafrika, Australien, Neuseeland und in der Neuen Welt vor. Echium vulgare wurde seit den frühen 1800er Jahren erstmals in den USA beobachtet und kommt als Neophyt in weiten Gebieten Nordamerikas vor. In den US-Bundesstaaten Montana, Washington sowie Wyoming gilt Echium vulgare als invasive Pflanzenart.
Er gedeiht an trockenen bis halbtrockenen Ruderalstellen, auf steinigen Fluren, an sandigen Plätzen und auf Silikattrockenrasen. Er ist typisch für Pflanzengesellschaften der Sedo-Scleranthetea der nördlich temperierten Gebieten. Er ist eine Charakterart des Echio-Melilotetum.
In den Allgäuer Alpen steigt er im Tiroler Teil am Häselgehrberg bei Häselgehr in Höhenlagen bis zu 1600 Metern auf. Im Kanton Wallis steigt er bis 2000 Meter, im Tessin am Piz Corandoni bis 2100 Meter und vorübergehend am Berninahospiz bis in eine Höhenlage von 2306 Meter auf.
Die ökologischen Zeigerwerte nach Ellenberg sind: Lichtzahl 9 = Volllichtpflanze, Temperaturzahl 6 = Mäßigwärme- bis Wärmezeiger, Kontinentalitätszahl 3 = See- bis gemäßigtes Seeklima zeigend, Feuchtezahl 4 = Trockenheits- bis Frischezeiger, Feuchtewechsel = keinen Wechsel der Feuchte zeigend, Reaktionszahl 8 = Schwachbasen- bis Basen-/Kalkzeiger, Stickstoffzahl 4 = Stickstoffarmut bis mäßigen Stickstoffreichtum zeigend, Salzzahl 0 = nicht salzertragend, Schwermetallresistenz: nicht schwermetallresistent.
Die ökologischen Zeigerwerte nach Landolt et al. 2010 sind in der Schweiz: Feuchtezahl F = 2 (mäßig trocken), Lichtzahl L = 5 (sehr hell), Reaktionszahl R = 3 (schwach sauer bis neutral), Temperaturzahl T = 4 (kollin), Nährstoffzahl N = 3 (mäßig nährstoffarm bis mäßig nährstoffreich), Kontinentalitätszahl K = 4 (subkontinental), Salztoleranz 1 = tolerant.
Der Gewöhnliche Natternkopf kann problemlos auf schwermetallkontaminierten Böden überleben. Untersuchungen zeigen, dass auf zink- und bleibelasteten Flächen sogar die genetische Vielfalt gegenüber unbelasteten Flächen erhöht ist.
In Nordamerika gedeiht Echium vulgare meist an gestörten Standorten und übernutzten Weidegebieten und kommt an nährstoffarmen und ariden Standorten zurecht. Eine Ausbreitung muss sehr früh unterbunden werden.

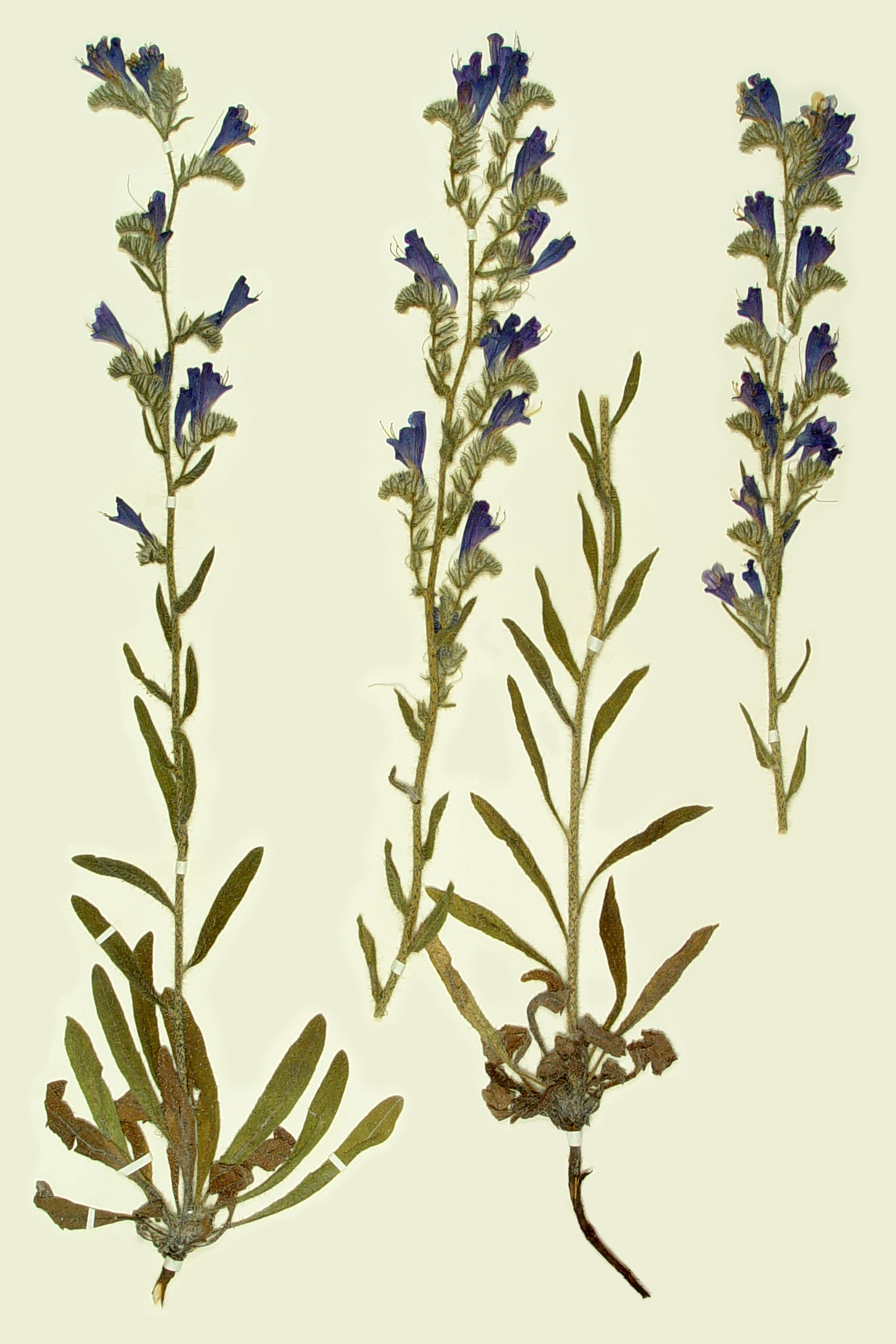
Herbarbeleg von Echium vulgare subsp. pustulatum

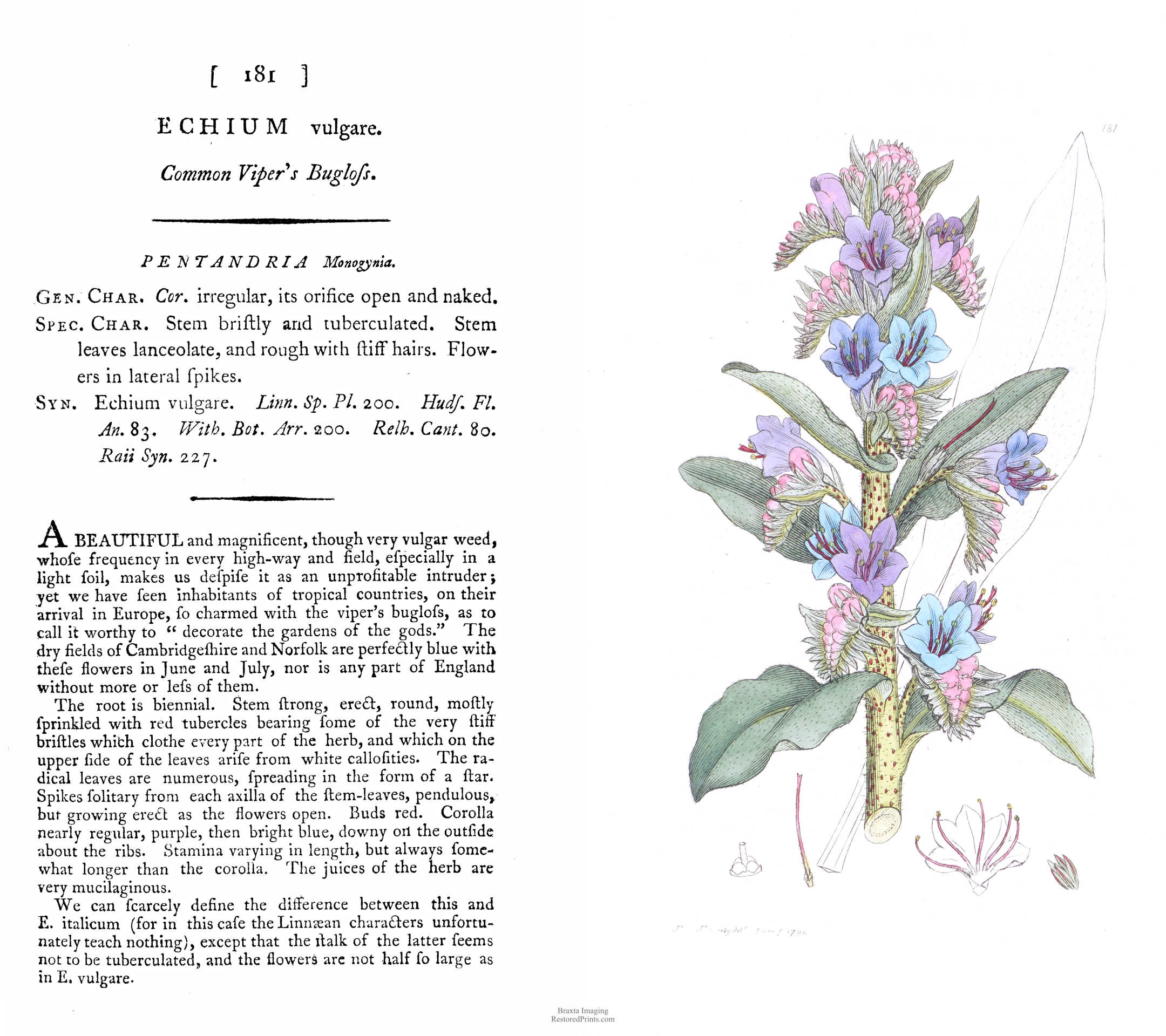
Illustration und Beschreibung (mit rosafarbenen Blütenknospen und Veränderung der Farbe der Blütenkrone während der Anthese)

## Systematik

### Taxonomie
Die Erstveröffentlichung von Echium vulgare erfolgte 1753 durch Carl von Linné in Species Plantarum, Tomus I, S. 139. Das Artepitheton vulgare bedeutet „gewöhnlich“. Synonyme für Echium vulgare L. sind: Echium lycopsis L. nom. rej., Echium wierzbickii Rchb., Echium asturicum Lacaita, Echium vulgare subsp. asturicum (Lacaita) G.Klotz. Als Lectotypusmaterial wurde 1971 LINN-191.19 durch Gibbs in Lagascalia 1, S. 54 festgelegt.

### Unterarten und ihre Verbreitung
Von Echium vulgare gibt es etwa zwei Unterarten:
- Echium vulgare L. subsp. vulgare: Es gibt Fundortangaben für Österreich, Liechtenstein, die Schweiz, Italien, Sardinien, Sizilien, Malta, Korsika, Monaco, Frankreich, die Kanalinseln, das Vereinigte Königreich, Irland, Belgien, Luxemburg, die Niederlande, Dänemark, Schweden, Kaliningrad, Polen, Estland, Lettland, Litauen, Belarus, Russland, Tschechien, Ungarn, Bulgarien, Kroatien, Griechenland, Inseln in der östlichen Ägäis, Zypern, Spanien, Portugal, die Slowakei, Slowenien, Serbien, Kosovo, Albanien, Rumänien, Moldawien, den europäischen und asiatischen Teil der Türkei, Armenien, die Ukraine und die Krim.[3]
- Echium vulgare subsp. pustulatum (Sm.) Em. Schmid & Gams[4] (Syn.: Echium argentae Pau, Echium caroli Sennen, Echium hispanicum Asso, Echium lacaitae Sennen, Echium pustulatum Sm., Echium vulnerans Merino, Echium vulgare var. argentae (Pau) O.Bolòs & Vigo, Echium vulgare var. lacaitae (Sennen) O.Bolòs & Vigo, Echium vulgare subsp. argentae (Pau) Font Quer): Sie kommt in Spanien, Frankreich, auf Korsika, Sardinien, Sizilien, in Italien, Kroatien und Griechenland vor.[3]

## Giftigkeit und Inhaltsstoffe
Die Pflanzenteile des Gewöhnlichen Natternkopf sind für kleinere Warmblüter durch den Gehalt an Allantoin und durch Pyrrolizidinalkaloide, z. B. Heliosupin, giftig. Beim Menschen besteht kaum Vergiftungsgefahr. Schafe neutralisieren die Inhaltsstoffe in ihren Vormägen. In geringen Dosen wurden Pflanzenteile in der Volksmedizin als Heilpflanze mit diuretischer, entzündungshemmender, schweißtreibender, adstringierender und antirheumatischer Wirkung verwendet, sie hat jedoch bei längerem Gebrauch eine leberschädigende und karzinogene Wirkung. Da der Gewöhnliche Natternkopf eine gute Bienenweide darstellt, kann auch der Honig belastet sein. Gelegentlich wird sie mit der Gemeinen Ochsenzunge verwechselt, die ebenfalls Pyrrolizidinalkaloide enthält.

## Nutzung

### Zierpflanze
Der Gewöhnliche Natternkopf wird in den gemäßigten Gebieten als Zierpflanze verwendet, beispielsweise in Wildpflanzengärten.

### Imkerei
Der Gewöhnliche Natternkopf ist eine sehr gute Bienenweide. In der Imkerei ist er aufgrund des hohen Zuckergehalts seines Nektars (25 %) und seines sehr hohen Zuckerwerts (1,64 mg Zucker/Tag je Blüte) eine geschätzte Nebentracht. Auf einer mit ihm bestandenen Fläche von einem Hektar sind Honigerträge bis zu 429 kg pro Blühsaison möglich.
Laut Bundesinstitut für Risikobewertung enthält Honig aus Natternkopf Pyrrolizidinalkaloide, die von den Bienen über den Pollen in den Honig eingetragen werden. Daher wird empfohlen, die Belastung von gemischten Honigen durch die Auswahl von geringer belasteten Rohhonigen zu senken.

## Trivialnamen
Für den Gewöhnlichen Natternkopf bestehen bzw. bestanden auch die weiteren deutschsprachigen Trivialnamen: Eisenhart (Eifel bei Altenahr), Frauenkrieg (Schlesien), stolzer Heinrich (Obersachsen), Knohf (Eifel bei Dreis), Natterkopf, Natterkraut, wild Ochsenzung, Otterkopf, Quäkerkutt, Saurüssel (Österreich), Schlangenhaupt, Steinzungenwurz, falscher Wayd, Weiberkrieg und Zwongkrokt (Siebenbürgen). Im Volksmund wird er „Blauer Heinrich“, in Österreich auch „Himmelbrand“, „Starrer Hansl“ oder „Stolzer Heinrich“ genannt.